# المبادرة الإسلامية للمرأة في الروحانية والمساواة
مبادرة المرأة الإسلامية في الروحانية والمساواة هي منظمة عالمية مكرسة لتعزيز حقوق المرأة والعدالة الاجتماعية والتي تقودها النساء المسلمات. تتخذ منظمة وايز موقفًا مفاده أن الثقافة الأبوية، وليس الإسلامية، هي التي تنتزع حقوق المرأة وتساعد المسلمين على الشعور بأنهم لا يجب عليهم الاختيار بين دينهم وحقوقهم. تتمكن المنظمة من توفير مكان ومنصة للمسلمين في جميع أنحاء العالم لمناقشة تفسيرات القرآن الكريم ، ومواجهة التقاليد الضارة والتحيز، وكذلك زيادة الوعي بالمرأة في الإسلام. باعتبارها حركة دولية، اعتبرتها الباحثة وعالمة الاجتماع جولي بروزان-يورغنسن "أنها تتمتع بإمكانات مهمة لتعزيز سلطة المرأة العربية والدفع نحو إصلاح الممارسات الأبوية". وترعى جمعية التقدم الإسلامي الأمريكية (ASMA) ومقرها نيويورك هذه الحركة.

## التاريخ
تأسست المنظمة في عام 2006 بهدف التغلب على الصور النمطية التي تصف المسلمين بأنهم إرهابيون وأن الإسلام يضطهد المرأة. تأسست المنظمة على يد ديزي خان، التي كانت مهتمة بمسألة عدم المساواة بين الجنسين في الإسلام. وقالت خان أيضًا: "إنه أمر محرج عندما تُناقش مشاكل النساء المسلمات في الصحافة دون أي مشاركة من النساء المسلمات أنفسهن". أُطلقَت المنظمة لأول مرة في مؤتمر عام 2006 برعاية ASMA في نيويورك. في بيانها الأولي في عام 2006، ذكرت منظمة وايز أن "العدالة والإنصاف والمساواة هي القيم الأساسية للإسلام".
تُمول مؤسسة فورد، ومؤسسة هنري لوس، وصندوق الأخوة روكفلر [الإنجليزية]، وصندوق عائلة مارشال هذه المنظمة. في وقت مبكر، ضمت المنظمة نساء مسلمات بارزات، مثل البارونة أودين [الإنجليزية]، وإنغريد ماتسون، ومعودة جلال.

## روابط خارجية
- الموقع الرسمي